# سالوسولا
سالوسولا؛ هي بلدية في مقاطعة بييلا في منطقة بيدمونت الإيطالية, وتقع على بعد حوالي 50 كيلومتر (31 ميل) شمال شرق تورينو وحوالي 14 كيلومنر (9 ميل) جنوب شرق بييلا.
تقع سالوسيا على حدود البلديات التالية: كاريسيو، كافاليا، سيريوني، دورزانو، ماسازا، روبولو، فيروني، فيلانوفا بيليز.
في الأيام الأخيرة من الحرب العالمية الثانية، ارتكبت مذبحة في سالوسولا حيث قتل 20 من الثوار على أيدي الجنود الفاشيين الإيطاليين.